# Jas Nijjar
Jas Nijjar – australijski zapaśnik walczący w stylu wolnym. Srebrny medalista mistrzostw Oceanii w 2011 i mistrzostw Oceanii juniorów w 2011 roku.